# 武鼎升
武鼎升，字九羽，本名際飛，南直隸鎮江府金壇縣人，明朝政治人物、賜特用進士出身。

## 生平
崇禎三年（1630年）應天鄉試舉人，入復社。崇禎十三年中會試乙榜，十五年賜進士，官浙江新昌縣知縣。